# Manuel Puig

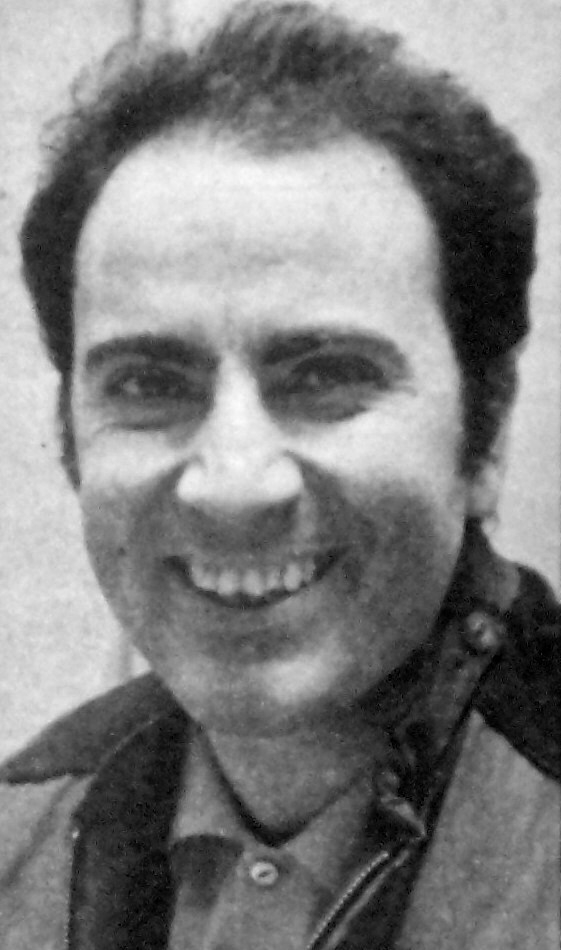
Manuel Puig (1969)

Juan Manuel Puig Delledonne (* 28. Dezember 1932 in General Villegas, Argentinien; † 22. Juli 1990 in Cuernavaca, Mexiko) war ein argentinischer Schriftsteller und Filmschaffender.

## Leben
Manuel Puig, in der Familie „Coco“ genannt, wurde als Sohn von Baldomero Puig („Baldo“) und María Elena Delledonne („Malé“) in dem kleinen Provinzort General Villegas geboren, das als „Coronel Vallejos“ Schauplatz mehrerer seiner Romane war.
Puig interessierte sich sehr früh für den Film und besuchte seit er vier Jahre alt war regelmäßig mit seiner Mutter das Kino. Um nordamerikanische Filme besser verstehen zu können, begann er mit zehn Jahren, Englisch zu lernen. 1944 wurde sein jüngerer Bruder Carlos geboren, der später Maler wurde. Ein Jahr zuvor hatte seine Mutter eine Totgeburt erlitten. Da eine höhere Bildung in der Provinz nicht möglich waren, zogen die Eltern 1946 mit ihm nach Buenos Aires, wo er das Colegio Ward besuchte.
Nachdem er sich kurzzeitig für das Fach Architektur eingeschrieben hatte, studierte er ab 1951 Literaturwissenschaft an der Universität von Buenos Aires.
1956 erhielt er ein Stipendium und studierte an der Filmhochschule des Centro Sperimentale di Cinematografia in Rom. Später arbeitete er als Spanisch- und Italienischlehrer sowie Tellerwäscher und schrieb erste Drehbücher. Zwischen 1961 und 1962 war er Assistent bei Filmen in Buenos Aires und Rom.
1963 siedelte er nach New York über und schrieb seinen ersten Roman La traición de Rita Hayworth (Verraten von Rita Hayworth), den er 1965 fertigstellte. Im Dezember desselben Jahres wurde der Roman für den renommierten spanischen Literaturpreis Biblioteca Breve des Verlags Seix Barral vorgeschlagen. Im Jahre 1969 wurde sein Roman von der Zeitung Le Monde als bestes Werk der Jahre 1968/1969 ausgezeichnet.
1967 kehrte Puig nach Buenos Aires zurück. Nach dem Erfolg seines zweiten Romans Boquitas pintadas (Der schönste Tango der Welt) erschien 1973 sein dritter Roman The Buenos Aires Affair, der später von der argentinischen Militärdiktatur verboten wurde. Nach wiederholten Drohanrufen verließ Puig Argentinien und ließ sich in Mexiko nieder, wo er 1976 El beso de la mujer araña („Der Kuß der Spinnenfrau“) fertigstellte. 1985 verfasste Leonard Schrader das Drehbuch für den preisgekrönten Film Kuß der Spinnenfrau von Héctor Babenco. 1979 veröffentlichte Manuel Puig Pubis angelical (Die Engel von Hollywood), das in Spanien zum Bestseller wurde und von Raúl de la Torre verfilmt wurde. 1980 übersiedelte der Autor nach Brasilien, wo er die nächsten zehn Jahre lebte. 1986 erhielt er den italienischen Premio Malaparte. 1988 erschien sein letzter Roman, Cae la noche tropical (Bei Einbruch der tropischen Nacht). Kurz vor seinem Tod kaufte er ein Haus in Cuernavaca (Mexiko), wo er sich zusammen mit seiner alten Mutter niederlassen wollte, jedoch starb er unerwartet wenig später an einer Operation an der Harnblase.
Bei seinem Tod hinterließ Puig den unvollendeten Roman Humedad relativa 95 %.
Obwohl Puig heute zu den großen argentinischen Autoren gerechnet wird, fand er nur zögerlich Anerkennung. Die Art, in der er Elemente der Massenkultur mit avantgardistischen Stilmitteln verband, wurde vor allem in Argentinien oft kritisiert, und viele sahen seine Werke als Trivialliteratur. Der Durchbruch gelang ihm erst mit El beso de la mujer araña. Puig hielt sich zeitlebens vom Literaturbetrieb fern und auch von anderen lateinamerikanischen Schriftstellern der nueva novela hispanoamericana wie Mario Vargas Llosa oder Gabriel García Márquez. Vargas Llosa ahmte Puigs Stil in seinem Roman La tia Julia y el escribidor (Tante Julia und der Kunstschreiber) nach, in dem er Hochliteratur und Kitsch montierte.
Puigs Romane sind stark von seinen eigenen Erfahrungen geprägt. Der Ort, in dem seine beiden ersten Romane spielen, Coronel Vallejos, erinnert sehr an seinen eigenen Geburtsort, General Villegas. Puig dazu: “Everything was flat. Only the sky was very bright and the air very dry. The town was ugly, too. To all intents and purposes it was living in exile. Everyone born there never goes away and has no idea what life is or what there is in the world. When my mother took me to the cinema for the first time – I was four – I thought: That’s where life is. It all seemed so real to me.”
(Zitiert aus: Pamela Bacarisse: The necessary dream. A study of the novels of Manuel Puig. Cardiff 1988.)
Die Verheißungen der Filme und des Tangos für die langweiligen und farblosen Gestalten in der argentinischen Provinz sind die bestimmenden Themen in Puigs ersten Romanen. Gesellschaftliche und sexuelle Unterdrückung werden von Puig subtil geschildert. In der Figur Totos in La traición de Rita Hayworth und in der Figur des transsexuellen Molinas in El Beso de la mujer araña findet sich der Autor als bekennender Homosexueller selbst wieder und verarbeitet so eigene Erfahrungen der Unterdrückung von Homosexualität.

## Werke

### Romane
- La traición de Rita Hayworth. Buenos Aires: Jorge Álvarez, 1968 (Colección narradores argentinos). Deutsch: Verraten von Rita Hayworth. Roman. [1. Aufl.] Frankfurt/M., [1976] (Suhrkamp-Taschenbuch, 344) ISBN 3-518-06844-X, ISBN 3-518-36844-3
- Boquitas pintadas: Folletín. Buenos Aires: Sudamericana, 1969 (Der schönste Tango der Welt: Ein Fortsetzungsroman) ISBN 3-518-36974-1
- The Buenos Aires Affair: Novela policial. Buenos Aires: Sudamericana, 1973
- El beso de la mujer araña. Barcelona: Seix Barral, 1976 (Der Kuss der Spinnenfrau) ISBN 3-518-37369-2
- Pubis angelical. Barcelona: Seix Barral, 1979 (Die Engel von Hollywood) ISBN 3-518-03974-1
- Maldición eterna a quien lea estas páginas. Barcelona: Seix Barral, 1981 (Verdammt wer diese Zeilen liest) ISBN 3-518-39063-5
- Sangre de amor correspondido. Barcelona: Seix Barral, 1982 (Herzblut erwiderter Liebe) ISBN 3-518-03577-0
- Cae la noche tropical. Barcelona: Seix Barral, 1988 (Bei Einbruch der tropischen Nacht) ISBN 3-518-40732-5
- Los ojos de Greta Garbo. Buenos Aires: Seix Barral, 1993
- Estertores de una década. Nueva York ’78. Buenos Aires: Seix Barral, 1993
- Humedad relativa 95%. 1991 (unvollendet)

### Theater
- Bajo un manto de estrellas Pieza en dos actos. 1988 (Unter einem Sternenzelt)
- Triste golondrina macho (obra en dos actos). Amor del bueno (comedia musical). Muy señor mío (musical con boleros). 1988
- Gardel: Uma lembrança. 1993
- El misterio del ramo de rosas. 1998
- Madrid 37 (unvollendet)

### In deutscher Übersetzung
- Der schönste Tango der Welt: ein Fortsetzungsroman. Aus dem Span. von Adelheid Hanke-Schaefer. Frankfurt am Main: Suhrkamp, 1975 (Taschenbuchausgabe: 2001, Suhrkamp-Taschenbuch 3186)
- Verraten von Rita Hayworth: Roman. Frankfurt am Main: Suhrkamp, 1976 (Suhrkamp-Taschenbücher 344)
- Der Kuss der Spinnenfrau: Roman. Aus dem Span. von Anneliese Botond. Frankfurt am Main: Suhrkamp, 1979 (Taschenbuchausgabe: 1995, Suhrkamp-Taschenbuch 2541)
- Die Engel von Hollywood: Roman. Aus d. Span. von Anneliese Botond. Frankfurt am Main: Suhrkamp, 1981 (Taschenbuchausgabe: 1985, Suhrkamp-Taschenbuch 1165)
- Herzblut erwiderter Liebe: Roman. Aus dem brasilian. Portugies. von Karin von Schweder-Schreiner. Frankfurt am Main: Suhrkamp, 1985 (Taschenbuchausgabe: 2000, Suhrkamp-Taschenbuch 3106)
- Unter einem Sternenzelt. Dt. von Dagmar Ploetz. Frankfurt am Main: Suhrkamp Theaterverlag, 1986.
- Verdammt wer diese Zeilen liest: Roman. Aus dem Span. von Lieselotte Kolanoske. Frankfurt am Main: Suhrkamp, 1992 (Taschenbuchausgabe: 1996, Suhrkamp-Taschenbuch 2563)
- Bei Einbruch der tropischen Nacht: Roman. Aus dem Span. von Lieselotte Kolanoske. Frankfurt am Main: Suhrkamp, 1995.

## Filmografie
- Boquitas pintadas. 1974
- El lugar sin límites. 1978 (Drehbuch nach dem Roman von José Donoso)
- Pubis angelical. 1983 (Musik Charly García)
- La cara del villano. Recuerdo de Tijuana. 1985 (Drehbuch nach der Erzählung von Silvina Ocampo El impostor).
- El beso de la mujer araña. 1985 (Drehbuch mit Leonard Schrader)
- Los siete pecados capitales. 1986 (Drehbuch mit David Weissman)
- Happy together (The Buenos Aires Affair). 1997
- Tango Musik. (unveröffentlichtes Drehbuch)